# Juhan
Juhan ist ein estnischer männlicher Vorname.

## Herkunft und Bedeutung
Juhan ist eine estnische Form von Johannes und bedeutet demnach „der Herr ist gnädig“. Namenstage sind der 24. Juni und der 27. Dezember.

## Namensträger

### Vorname
- Juhan Aavik (1884–1982), estnischer Komponist
- Juhan Jaik (1899–1948), estnischer Schriftsteller und Journalist
- Juhan Jürme (1896–1943), estnischer Komponist
- Juhan Kikkas (1892–1944), estnischer Gewichtheber und olympischer Medaillengewinner
- Juhan Kõpp (1892–1921), lutherischer Theologe und estnischer Historiker
- Juhan Leinberg (1812–1885), estnischer Sektenführer
- Juhan Liiv (1864–1913), estnischer Dichter und Schriftsteller
- Juhan Parts (* 1966), estnischer Politiker
- Juhan Simm (1885–1959), estnischer Komponist
- Juhan Smuul (1922–1971), estnischer Schriftsteller und Lyriker
- Juhan Sütiste (1899–1945), estnischer Schriftsteller und Lyriker
- Juhan Viiding (1948–1995), estnischer Lyriker, Schauspieler und Theaterregisseur

### Familienname
- Alexander Juhan (1765–1845), US-amerikanischer Pianist, Komponist und Dirigent
- Jaroslav Juhan (1921–2011), guatemaltekischer Autorennfahrer tschechoslowakischer Herkunft

### Pseudonym
- Juhan Timmukuru (Arvo Mägi; 1913–2004), estnischer Exil-Schriftsteller